# Parque de Ondas da Aguçadoura
Uma máquina Pelamis ao sabor de uma onda, com a cidade da Póvoa de Varzim ao fundo.
O Parque de Ondas da Aguçadoura ou Agucadoura Wave Park, também foi chamado de Okeanós, foi o primeiro parque mundial de aproveitamento da energia das ondas que se encontrava na Póvoa de Varzim, não deve ser confundido com projectos anteriores de aproveitamento das marés (energia maremotriz).
Este parque era constituído por três geradores chamados Pelamis e foi instalado a norte da cidade, a 5 km da costa da freguesia da Aguçadoura.
Na primeira fase (em 2008), Aguçadoura I, o parque estimava produzir 2,25 megawatts, energia suficiente para 1500 casas. Esperava-se que o Parque se tornasse numa central constituída por 28 máquinas capazes de produzir 24 MW (Aguçadoura II), suficiente para abastecer 250 mil habitantes, sendo que 10% dessa energia, capaz de abastecer um terço da população do concelho, iria reverter a favor do município.
O Parque de Ondas da Aguçadoura produzia energia limpa e renovável, com poluição visual muito reduzida e sem custos adicionais.
A tecnologia era da responsabilidade da britânica Ocean Power Delivery e o investimento foi do grupo português Enersys. A Póvoa de Varzim foi escolhida devido à profundidade das águas, energia das ondas, proximidade aos portos marítimos e à facilidade de ligação à rede eléctrica.
O primeiro dos geradores de 750 kilowatts (kW) foi instalado no dia 15 de Julho de 2008. O segundo foi para o mar em finais de Agosto e o terceiro serviu para a apresentação pública no dia 23 de Setembro, na presença do ministro da economia, no Porto de Leixões, em seguida foi colocado no mar.
A potência instalada era de 2,25 megawatts (MW), pouco mais do que a produzida por um único aerogerador (energia eólica), havendo alguns da nova geração que até já têm mais capacidade.
Este projecto custou quase 9 milhões de euros, dos quais 1 milhão e 250 mil euros foi financiamento público, a fundo perdido. O projecto, contudo, só funcionou 3 meses.